# 珍·羅伯茲
珍·羅伯茲（英語：Dorothy Jane Roberts，1929年5月8日—1984年9月5日）是美國作家、詩人、靈媒，與一個自稱「賽斯」的人格通靈。她出版的賽斯書籍以「賽斯資料」之名聞名於世，奠定了她在超常現象領域的領先地位。耶魯大學圖書館的手稿檔案部（Manuscripts and Archives）藏有一份標題為「Jane Roberts Papers (MS 1090)」的檔案，記載著羅伯茲的生涯與生平，內含日記、詩集、通信、影音紀錄和其他在她死後由其丈夫乃至個人團體捐贈的資料。

## 早年生活與生涯
羅伯茲出生於紐約奥爾巴尼的一家醫院、成長於附近的薩拉托加溫泉市。父母戴勒梅爾·胡貝爾·羅伯茲（Delmer Hubbell Roberts）和瑪莉·伯多（Marie Burdo）在她兩歲的時候就離婚了。年輕的瑪莉帶著獨生女投靠父母，棲身於父母租借多年的房屋。這間位於薩拉托加貧民窟的房子還住著另一個家庭。1932年，瑪莉患上早期類風濕性關節炎，但仍盡力工作。與羅伯茲有著共同神秘經驗的祖父約瑟夫·伯多無力再照顧兩人，因此他們一家人必須依賴公共資源度日。1936年，羅伯茲的祖母死於車禍。翌年，祖父搬離住處。這時瑪莉已經開始無以為繼，於是福利部（Welfare Department）開始給母女倆提供臨時（往往不可靠）幫助。後來瑪莉久病在床，珍扛起照顧母親的責任，包括煮飯、清掃、拿便壺、夜間起床為暖爐添加燃料。憂憤的母親常告訴珍，她打算在夜間打開瓦斯讓全家同歸於盡。珍說：「我媽真是賤婦一個，但她是充滿活力的賤婦。她第五次自殺便服下了大量安眠藥丸，然後就送醫了。我去找福利部的女職員說：『我實在不能再忍受了。我一定要離家出走』。」瑪莉不止一次告訴珍，說她不是好女兒，說生女兒讓媽媽生病，所以她要跟女兒斷絕母女關係。母親對她持續的精神虐待讓小小年紀的她害怕被遺棄。這種情況讓珍更沒有安全感，但也同時學會了獨立，因為她覺得不必再依賴母親。珍在十歲前一直患有結腸炎。進入青春期後，她又患有甲狀腺機能低下的問題。她的視力極差，必須戴一副度數夠深的眼鏡（但很少戴）。珍於1940年大部分時間和1941年半年時間被收養於紐約特洛伊市一所嚴格的天主教孤兒院，當時她的母親則在別的城市治療關節炎。牧師們定期拜訪這個沒有父親的家庭，並給予必要的支持。珍起初因缺乏溫馨的養育之家，因而對這類習俗宗教懷著強烈的信心。然而，珍早期某些詩作透露輪迴的觀念，受到冒犯的牧師則一把火把她的書燒了。她很自然地害怕遺棄感，而她的好奇心和能力都讓她得以應付那些觀念。在這之前這些「麻煩」的資料都相對不完整。她曾有一段時間周旋於不同信念之中。1945年夏天，16歲的珍開始在一家雜貨店工作。這是她的第一份工作。到了秋季，她仍在放學後繼續在雜貨店打工，偶爾也在星期六上工。在上過幾所公立學校後，珍於1947至1950年間就讀於斯基德摩爾學院。祖父在她19歲的時候過世，對她打擊很大。此時她開始從宗教轉向科學。
這時珍開始跟一個叫做沃特（Walt）的男子來往，並相約騎機車前往西岸拜訪珍的父親（他也是來自破碎的家庭）。沃特和珍最後結婚了，僅三年同住。她「後來發現」－－「她為了供愛人沃特讀書而在收音機工廠工作－－但鎮上每個人都知道他根本沒有到學校去。」1954年2月，珍認識了前廣告設計師羅伯特·霸茲（Robert F. Butts）（生於1919年6月20日）。他倆在一次派對上第四次見面，而且沒有約會。珍「只是看著他說：『你都看到了，我已離開沃特而去。我要麼單身一人，要麼跟你同住，告訴我你要選擇哪一個。』」1954年12月7日，珍與羅終於結婚。
她的著作種類繁多，有：詩、短篇故事、兒童文學、非小說、科幻小說、幻想作品和各類小說。30歲時，她與丈夫羅伯特開始紀錄從一個叫做「賽斯」的人格傳遞過來的訊息，並寫了很多相關的書籍。

## 賽斯資料
1963年晚期，住在紐約州埃爾邁拉市的羅伯茲和霸茲開始以通靈板作為研究超感官知覺的工具之一，而羅伯茲則撰寫了一本相關書籍。根據羅伯茲和霸茲的說法，他們於1963年12月2日那天開始接收一連串來自一男性人格的訊息，而後者最後則表明自己叫做賽斯。不久之後，羅伯茲說她不斷在腦海中聽到這些訊息。於是她放棄通靈盤，轉而直接將聽到的訊息記錄下來。
羅伯茲描述，書寫賽斯書的過程本身就是一種出神狀態（trance state）。她說，賽斯會控制她的身體並透過她說話，而她的丈夫則將她所說的話記錄下來。他們說這些紀錄是「靈訊」（readings）或「課」（sessions）。
據傳羅伯茲也利用打字機進行「自動書寫」來與許多已過世的人通靈，獲取有關世界觀的知識，包括哲學家威廉·詹姆士和印象派畫家保羅·塞尚。
直到羅伯茲於1984年過世前的21年間（有一年因病停止活動），她都會定期進入出神狀態，在課堂上以賽斯的身分說話。霸茲充當速記員，將聽到的訊息記錄下來，並在一些課上讓其他人當場錄音。賽斯透過羅伯茲傳來的訊息主題廣泛，內容大都是獨白的。這些紀錄後來以《賽斯資料》（The Seth Material）之名由Prentice-Hall出版。
多年來，數百人見證賽斯說話。有些人在晚間參加羅伯茲主持的ESP課程（1967年9月－1975年2月每週二上課，有時也在週四晚間開課），其他人則參加長期課程。在課後，羅伯茲也私下對個別寫信向她求助的人上起賽斯課。對於這些課程，她並沒有收取任何費用；不過，在為數5至40人的ESP課程中，她還是會向學員酌收2.50美元到3.50美元不等的費用。等到賽斯資料的銷售情況轉好，她就取消了費用。羅伯茲出版的賽斯課書籍幾乎都是1967年至1982年期間每週一和週三晚間沒有任何見證者的私人課（1981年8月至11月是週二和週四）。
1969年出版的《賽斯資料》（The Seth Material）是羅伯茲的通靈紀錄，以概要的形式出版。1970年1月，羅伯茲開始將從賽斯那裡聽來的訊息撰寫成書。羅伯茲宣稱她的靈媒身分就是這些書的作者，除此之外並無其他作者。這一系列的《賽斯書》共有十冊。最後兩冊似乎因羅伯茲的病情而未完成。霸茲為所有賽斯書編寫了大量註解、附錄和其他評語，自然也就成為賽斯書的共同作者。這些附註有羅伯茲和霸茲自己在賽斯課期間的軼事、以他們閱讀過的當代信仰和資料的觀點對賽斯訊息的評論、對摘自追隨者和賽斯評論家的信件的評述（特別是後者，為長條校樣提供了寶貴的意見）。到了1982年2月，他們仍舊從各方讀者那裡收到「每週30至50件的信函和包裹」。一些羅伯茲早期和晚期的詩集也出現在信中，簡明地透露她對賽斯的概念。羅伯茲也寫了《超靈七號》（The Oversoul Seven）三部曲，以小說的形式探索賽斯在輪迴和超靈方面的某些教導。
根據羅伯茲的說法，賽斯人格形容自己是「不再聚焦於物質（向度）的能量人格元素」，獨立於羅伯茲的潛意識之外。起初羅伯茲懷疑賽斯的來歷，猜想他可能就是自身人格的反映。賽斯附體時，羅伯茲有時顯得冷峻，有時顯得快活，或有教授風範。「他」的腔調一般來說是獨特易辨的，儘管有時也會顯得模糊難認。據說靈媒愛德加·凱西於出神狀態時會用古代的句法說話，且內容含糊不清。羅伯茲跟他不一樣，當賽斯「上身」時，她的句法風格現代而內容清晰。賽斯書不斷傳出，但並不與早期的內容相矛盾。這些書有的還附有練習元素（Practice Elements），以便讀者知道如何親證賽斯的一些概念。
賽斯評論了一些當代世界事件，例如圭亞那瓊斯鎮的死亡事件和三哩島事件。
賽斯也提出不一樣的創世神話，取代傳統的大霹靂學說或智能設計論。
1971年11月，羅伯茲的父親過世，享壽68歲；母親則於六個月後相繼過世，亦享壽68歲。1982年年初，羅伯茲因嚴重的甲狀腺功能亢進症住院一個月，並同時患有諸多病症：眼球突出、雙重視覺、聽力幾乎喪失、輕微貧血、褥瘡—而且還在院內感染葡萄球菌。後來她的病情稍有好轉，但還是於兩年半之後的1984年過世。她長期患有嚴重的關節炎—跟母親一樣—折磨了她大半生和生命的最後一年。（大約有15年之久，霸茲一直相信，至少羅伯茲的心理狀況遠比懷有患病傾向的肉體還來得重要－用那些話說，是更具損害性的。）羅伯茲的死被摯愛地記錄在《健康之道》（The Way Toward Health）裡，而霸茲則繼續他守護賽斯資料的工作、監督一些餘下資料的出版，包括《早期課》（The Early Sessions），並確保所有跟賽斯有關的紀錄、手稿、筆記、圖畫等保存在耶魯大學圖書館中。霸茲再婚，其第二任妻子蘿拉（Laurel）在他們超過二十年的婚姻當中支持他的事業。2008年5月霸茲過世，但他協助帶給世界的道理的那股活力仍舊熠熠生輝。許多團體將賽斯的語錄編輯成冊、概括其教導、發行錄音帶版的賽斯課，並繼續開課或在既有慣例中宣揚賽斯資料。

### 接受與影響
賽斯對新紀元思想家的影響力極為深遠。出版於1994年的《個人實相的本質》（"The Nature of Personal Reality, A Seth Book"）在標題紙套外即印上了一些新紀元重要思想家和各方作家的推薦語。瑪麗安娜·威廉森（Marianne Williamson）、狄帕克·愁普拉（Deepak Chopra）、薩克蒂·高文（Shakti Gawain）、丹·彌爾曼（Dan Millman）、露易絲·賀（Louise Hay）、理查·巴哈（Richard Bach）、潘蜜拉‧克里柏（Pamela Kribbe）和其他相關人士都表示賽斯資料啟發了他們的靈性。威廉森也下了類似的結論：「賽斯是我的第一批形上學老師的其中一位。他源源不絕地為我的人生提供知識和啟發。」芝加哥大學美國宗教史教授凱薩琳·阿勒本尼斯（Catherine L. Albanese）在1970年代指出，賽斯資料開啟了美國全國上下關注通靈趨勢的紀元。她相信，賽斯資料促進了新紀元運動「自我認同」的發展，而且還擴大了它的陣容。
約翰·紐波特（John P. Newport）研究新紀元思想對當代文化的影響，指出賽斯資料的中心思想是：「你創造你自己的實相」。（簡言之，我們的信念產生驅動記憶和組織聯想的情感。那些信念最終都會在我們的實際生活和健康狀況中獲得實證。）紐波特寫道，新紀元的這一根本概念首次出現在「賽斯資料」中。布拉德利大學研究的宗教學教授羅伯特·富勒（Robert C. Fuller）指出，賽斯人格填補了心靈引導的角色，他稱之為「非教會的美國靈性」（unchurched American spirituality），其主題涵蓋了輪迴、業報、自由意志、古代形上學的智慧、「基督意念」（Christ consciousness）。
一些作家注意到，「身為夫君的羅伯特·霸茲承認賽斯的想法和各類宗教、哲學乃至神秘教義之間都存在相似性。這些思想從近東、中東、到遠東......例如，我們的確讀了一些佛教、印度教、禪宗、道教的資料，更不要說薩滿教、巫毒教和奧比巫術了。」
晚近的物理學家麥可·塔爾巴特（Michael Talbot）寫道：「我感到驚訝的同時摻雜著些許煩悶－我發現賽斯對實相觀辯才而清晰的解釋只有在我下了極大的努力和對超常現象及量子力學做了廣泛的研究之後才能達到。」

### 批評
查爾斯·厄普敦（Charles Upton）在他題為《敵基督的系統》（The System of Antichrist）的批判專輯中斷言，羅伯茲的「多重人格」實則源於對死亡的恐懼。他認為，賽斯資料不過是起因於對基督教和東方宗教的誤解。
心理學家兼超心理學批判家詹姆斯·阿勒卡克（James E. Alcock）認為：「賽斯資料這所有的一切僅能被當作不值一哂的東西。這齣騙局顯然需要投入大量的時間和才幹，但我們又無從分辨那到底是騙局還是潛意識的產物－－總之，鑒於這些情況，實無必要考量超自然力量介入的可能性。」
賽斯哲學遠比傳統的教會權威、上帝與造物二元性、一生定功過、耶穌中心等體系還要來得複雜，但又不與它們一致。這些都引起一些基督徒的非難。許多牧師警告信徒，要提防羅伯茲等人通靈訊息的危險性和欺騙性。《賽斯資料》被某些領域的圈內人認為是「一本完全由魔鬼寫的書」。「一個女人聽魔鬼的話，然後寫下它；當然，就上帝啟示來說，它摧毀了一切真理」。不僅如此，它還是「魔鬼附體」的證據。「珍·羅伯茲的賽斯書是反天主教的憎恨之書－藉由媒體傳播」等影片都說，賽斯是「一個從地獄來、通過通靈板顯現的魔鬼」。
羅伯茲死後，還有人宣稱通靈到賽斯。在第一本記錄賽斯話語的《賽斯如是說》（Seth Speaks）的序言中，「他」說道：「為了維持資料完整，通靈只會透過魯柏［賽斯為珍取的名字］而進行。」在《賽斯資料》中，珍·羅伯茲寫道：「很多人告訴我，賽斯藉由自動書寫跟他們接觸，但賽斯都全數否認。」至少有一個人曾宣稱通靈到賽斯。

## 著作集成
- Roberts, Jane (1956).  The Red Wagon, short story.  Publisher: The Magazine of Fantasy and Science Fiction, December edition.
- Roberts, Jane (1957).  The Canvas Pyramid, short story.  Publisher: The Magazine of Fantasy and Science Fiction, March edition.
- Roberts, Jane (1957).  First Communion, short story.  Publisher:  First Communion Fantastic Universe, March edition.
- Roberts, Jane (1957).  The Chestnut Beads, novella, (Bundu series).  Publisher:  The Magazine of Fantasy and Science Fiction, October edition.
- Roberts, Jane (1958).  The Bundu, novella, (Bundu series).  Publisher:  The Magazine of Fantasy and Science Fiction, March edition.
- Roberts, Jane (1958).  A Demon at Devotions, short story.  Publisher:   The Magazine of Fantasy and Science Fiction, September edition.
- Roberts, Jane (1959).  Nightmare, short story.  Publisher: The Magazine of Fantasy and Science Fiction, April edition.
- Roberts, Jane (1959).  Impasse , short story.  Publisher:  The Magazine of Fantasy and Science Fiction, July edition.
- Roberts, Jane (1963).  The Rebellers, novel.  Publisher:  Ace Books.
- Roberts, Jane (1964).  Three Times Around , short story.  Publisher:   The Magazine of Fantasy and Science Fiction, May edition.
- Roberts, Jane (1966).  How To Develop Your ESP Power.  Publisher:  Federick Fell.  (Later retitled and reprinted as The Coming of Seth.)  ISBN 0-8119-0379-6.
- Roberts, Jane (1970).  The Seth Material. Reprinted, 2001 by New Awareness Network.  ISBN 978-0-9711198-0-2 .
- Roberts, Jane and Robert F. Butts (1972).  Seth Speaks: The Eternal Validity of the Soul. Reprinted 1994 by Amber-Allen Publishing.  ISBN 1-878424-07-6.
- Roberts, Jane (1974).  The Nature of Personal Reality.  Prentice-Hall.  Reprinted 1994, Amber-Allen Publishing. ISBN 1-878424-06-8. Online here. （页面存档备份，存于）
- Manley, Seon and Lewis Gogo (1975).  Ladies of Fantasy: Two Centuries of Sinister Stories by the Gentle Sex. William Morrow & Co Library.  ISBN 0688516815.  Includes Roberts' 1956 short story about reincarnation, The Red Wagon.
- Roberts, Jane (1975).  Adventures in Consciousness:  An Introduction to Aspect Psychology.  Prentice-Hall.  ISBN 0-13-013953-X.
- Roberts, Jane (1975).  Dialogues of the Soul and Mortal Self in Time.  Prentice-Hall.  ISBN 0-13-208538-0.  Poetry.
- Roberts, Jane (1976).  Psychic Politics:  An Aspect Psychology Book.  Prentice-Hall.  ISBN 0-13-731752-2.
- Roberts, Jane (1977).  The "Unknown" Reality Vol. 1. Prentice-Hall.  Reprinted 1997, Amber-Allen Publishing.  ISBN 1-878424-25-4.
- Roberts, Jane (1979).  The "Unknown" Reality Vol. 2. Prentice-Hall.  Reprinted 1997, Amber-Allen Publishing.  ISBN 1-878424-26-2.
- Roberts, Jane (1977).  The World View of Paul Cezanne:  A Psychic Interpretation. ISBN 0-13-968859-5.
- Roberts, Jane (1978).  The Afterdeath Journal of An American Philosopher: The World View of William James.  Prentice-Hall.  ISBN 0-13-018515-9.
- Roberts, Jane (1979).  Emir's Education in the Proper Use of Magical Powers.  Prentice-Hall.  ISBN 1-57174-142-9.  Children's literature.
- Roberts, Jane (1979).  The Nature of the Psyche: Its Human Expression.  Prentice-Hall. Reprinted 1996, Amber-Allen Publishing.  ISBN 1-878424-22-X.
- Roberts, Jane (1981).  The Individual and the Nature of Mass Events.  Prentice-Hall, ISBN 0134572599.  Reprinted 1994, Amber-Allen Publishing, ISBN 1-878424-21-1.
- Roberts, Jane (1995).  The Oversoul Seven Trilogy.  Amber-Allen Publishing.  ISBN 1-878424-17-3.  Edition: Paperback; May 1, 1995 (originally published as three separate books: The Education of Oversoul 7 (1973); The Further Education of Oversoul Seven (1979); Oversoul Seven and the Museum of Time (1984).
- Roberts, Jane (1981).  The God of Jane: A Psychic Manifesto. Prentice-Hall.  ISBN 0-01-335749-2.  Reprinted 2000, Moment Point Press. ISBN 0-9661327-5-0.
- Roberts, Jane (1982).  If We Live Again, Or, Public Magic and Private Love.  Prentice-Hall.  ISBN 0-13-450619-7.  Poetry.
- Roberts, Jane (1986).  Dreams, Evolution and Value Fulfillment.  Prentice-Hall, two volumes, ISBN 0-13-219452-X and ISBN 0-13-219460-0.
- (1993).  A Seth Reader.  Vernal Equinox Press.  Compendium edited by Richard Roberts.  ISBN 0-942380-15-0.
- Roberts, Jane (1995).  The Magical Approach: Seth Speaks About the Art of Creative Living.  Amber-Allen Publishing.  ISBN 1-878424-09-2.
- Roberts, Jane (1997).  The Way Toward Health: A Seth Book.  Robert F. Butts (Foreword), Amber-Allen Publishing.  ISBN 187842430.
- Roberts, Jane (2006).  The World View of Rembrandt.  New Awareness Network.  ISBN 0-9768978-2-2.
- Roberts, Jane (1997 and after).  The Early Sessions (Sessions 1 through 510 of the Seth Material).  New Awareness Network.  Edited by Robert Butts.  Nine volumes.  ISBN 0-9652855-0-2.
- Roberts, Jane (2003).  The Personal Sessions.  New Awareness Network.  Deleted session material.  Seven volumes.  ISBN 0-9711198-4-8.
- Roberts. Jane.  The Early Class Sessions.  New Awareness Network.  Two volumes.

他人撰寫的賽斯書籍
- Dahl, Lynda Madden (1992). "Beyond the Winning Streak: Using Conscious Creation to Consistently Win at Life". The Woodbridge Group. ISBN 978-1-889964-10-2; eBook ISBN 978-1-889964-08-9.
- Dahl, Lynda Madden (1995). Ten Thousand Whispers: A Guide to Conscious Creation.  The Woodbridge Group. ISBN 978-1-889964-06-5; eBook ISBN 978-1-889964-00-3.
- Dahl, Lynda Madden (1997). The Wizards of Consciousness: Making the Imponderable Practical. The Woodbridge Group. ISBN 978-1-889964-03-4; eBook ISBN 978-1-889964-12-6.
- Dahl, Lynda Madden (2001).  The Book of Fallacies: A Little Primer of New Thought. Moment Point Press. ISBN 978-0-9661327-9-3.
- Friedman, Norman.  Bridging Science and Spirit: Common Elements in David Bohm's Physics, The Perennial Philosophy and Seth. The Woodbridge Group, 1994.  ISBN 978-1-889964-07-2.
- Friedman, Norman.  The Hidden Domain: Home of the Quantum Wave Function, Nature's Creative Source. The Woodbridge Group, 1997.  ISBN 978-1-889964-09-6.
- Stack, Rick. Out-Of-Body Adventures : 30 days to the Most Exciting Experience of Your Life.  Contemporary Books.  ISBN 0-8092-4560-4.
- Ashley, Nancy.  Create Your Own Reality : A Seth Workbook.  Prentice-Hall Press, 1984.  ISBN 0-13-189127-8.
- Ashley, Nancy.  Create Your Own Happiness:  A Seth Workbook.  Prentice-Hall Press, 1988.  ISBN 0-13-189226-6.
- Ashley, Nancy.  Create Your Own Dreams:  A Seth Workbook.  Prentice-Hall Press, 1990.  ISBN 0-13-189382-3.
- Watkins, Susan M.  Speaking of Jane Roberts: Remembering the Author of the Seth Material. Moment Point Press, 2001.  ISBN 0-9661327-7-7.
- Watkins, Susan M. Conversations with Seth.  Moment Point Press, 2005, 2006, two volumes. ISBN 1-930491-05-0 and ISBN 1-930491-09-3 (original version published: Vol. 1 (1980), Vol 2 (1981).
- Hsu, Dr. Tien-Sheng. The Secret to Healing Cancer: A Chinese Psychiatrist and Family Doctor Presents His Amazing Method For Curing Cancer Through Psychological and Spiritual Growth.  New Awareness Network, 2011.  ISBN 0984928502.
- Kendall, Richard, The Road To Elmira, Volume 1 : A former student of Jane Roberts recounts his experiences while attending Jane's classes . Rich Kendall Books, 2011. ISBN 978-0-9835776-007.

## 外部連結
- （英文） 手稿檔案部的羅伯茲資料簡介 （页面存档备份，存于）-耶魯大學圖書館手稿檔案部典藏的已出版和未出版的羅伯茲資料
- （英文） 國際賽斯網路 -國際賽斯讀者的聚會處
- （英文） 賽斯中心 （页面存档备份，存于）-早期課索引
- （中文） 賽斯學習中心 （页面存档备份，存于）-新覺知網路公司的羅伯茲書籍和相關錄音檔一覽
- （英文） 無分別-超過1,500句摘錄自賽斯資料的句子及段落
- （英文） '賽斯起源疑雲：珍·羅伯茲通靈的個案研究'-作者為保羅·坤寧漢
- （英文） 賽斯課清單-作者為瑪莉·狄爾曼
- （英文） 十一本賽斯書索引-作者為蘇·威廉斯
- Youtube影像資料